# Ахат (група)
„Ахат“ е българска рок група, създадена през 1986 г.

## История на групата
Първата им документирана изява пред публика е на 22 декември 1986 година. През 1988 г. Ахат записват песента си „Черната овца“, която остава една от най-ярките емблеми на българския хевиметъл. През лятото на следващата година групата издава дебютния си албум „Походът“. През 1994 г. издават „Изпод руините“.
След няколкогодишна пауза, през 1998 г., „Ахат“ се събират отново, за да открият софийските концерти на „Дийп Пърпъл“. Групата вече е с променен състав – основният композитор и китарист Божидар Главев напуска групата.
След това заминават за Америка за записи на следващия си студиен проект. През 2003 г. музикалната компания Харбър Айлънд Рекърдс преиздава „Походът“. На 14 юни 2003 г. Ахат свирят пред над 10 000 души на стадион Академик, където подгряват публиката за Уайтснейк. Но голямото им завръщане всъщност е през лятото на 2003 г., когато тръгват на голямо национално турне за пръв път от 1991 г. насам. Концертите от него са издадени като документален DVD филм.
На 19 май 2004 г. албумът Made in USA вече е официално на пазара, във формат на мултимедиен компактдиск, касета, видеокасета и DVD. Той е записан в студио Грег Райк Пръдъкшън в Алтамонте Спрингс, Флорида. Тонрежисьор е Дарън Шнайдър, работил по последните четири албума на Дийп Пърпъл (на три от които е и продуцент заедно с Роджър Глоувър). Записите са смесени в Трансконтинентъл Студио в Орландо, Флорида.
През 2004 г. Ахат участва заедно с „Контрол“ и „Щурците“ в Golden BG Rock Tour – мащабна национална обиколка, която преминава през шестнадесет големи български града. През 2005 г. групата свири заедно с Блек Сабат пред над 15 000 зрители, а година по-късно са част и от турнето на още една голяма рок легенда – Кълт. В последния ден на 2006 година, по повод присъединяването на България към Европейския съюз, Ахат изнасят съвместен концерт с Дио.
За 2016 г. е планиран юбилеен концерт на групата, но впоследствие той се проваля.
През 2017 г. Ахат правят концерт в пловдивската Зала С.И.²Л.А. заедно с Джо Лин Търнър.

## Състав
| Последен състав - Звездомир Керемидчиев – вокали (от 1986 г.) - Антоан Хадад – китара (от 1991 г.) - Антони Георгиев – кийборд (от 1986 г.) - Младен Нестеров – бас - Алекс Лазаров – барабани (от 2017 г.) |  | Предишни членове - Ивайло Петров – бас (1986 – 1987) - Денис Ризов – бас (1987 – 2013) - Божидар Главев – китара (1986 – 1991) - Юрий Коцев – барабани (1986 – 2013) |

## Дискография
- Походът (1989) – (Балкантон), (LP Албум)
- Изпод руините (1994) – (Unison RTM), (аудио касета)
- Седем години след... (live) (1999) (Harbour Island Records Inc.), ‎(CD, Aлбум)
- Made in USA (1999) – САЩ, (2004) – България (Harbour Island Records Inc.), ‎(CD, Aлбум)
- Golden Rock Tour 2004 (live) (2007)